# William al III-lea al Angliei
William al III-lea al Angliei (engleză William III of England) (n. 14 noiembrie 1650, Haga, Comitatul Olanda, Provinciile Unite – d. 8/19 martie 1702, Middlesex, Anglia, Regatul Unit) a fost rege al Angliei și al Irlandei din 13 februarie 1689 și rege al Scoției din 11 aprilie 1689 până la moartea sa. Era cunoscut și ca William Henric sau William de Orania. Înainte de a deveni rege al Angliei a fost prinț de Orania, guvernator al provinciilor olandeze Olanda, Zeeland, Utrecht, Geldern și Overijssel (1672-1702). A deținut și titlul de rege al Franței, ca toți regii Angliei de la Eduard al III-lea până la George al III-lea.
Prin mama sa, Maria, Prințesă Regală, era nepotul lui Carol I, iar prin căsătorie soțul fiicei lui Iacob al II-lea. În 1689 a ratificat împreună cu soția sa Maria Declarația Drepturilor.
În ultimul an de domnie William a semnat Act of Settlement care reglementa ordinea succesiunii la tron. A doua fiică a lui Iacob al II lea, Ana, a devenit moștenitoarea tronului.